# Torlakisch
Das Torlakische ist eine Dialektgruppe des Serbischen bzw. Serbokroatischen, die vor allem im südöstlichen Teil Serbiens gesprochen wird und einen Übergangsdialekt zum Bulgarischen und Mazedonischen bildet. Bei der Einordnung dieser Dialektgruppe herrscht unter den Slawisten Uneinigkeit darüber, ob man sie als eigenständigen Hauptdialekt des Serbokroatischen neben dem Štokavischen, Kajkavischen und Čakavischen betrachten soll oder ob sie als ein Teildialekt (prizrensko-timočki govor, Prizren-Timok-Dialekt) dem Štokavischen untergeordnet werden kann. Das Torlakische wird zum größten Teil von orthodoxen Serben gesprochen, Ausnahmen bilden jedoch die muslimischen Goranen im Süden des Kosovo und die katholischen Kraschowaner im rumänischen Teil des Banats. Auf dem Gebiet der Republik Serbien wird das Torlakische von der serbischen Standardsprache in ihrer ekavischen Form überdacht.

## Verbreitung

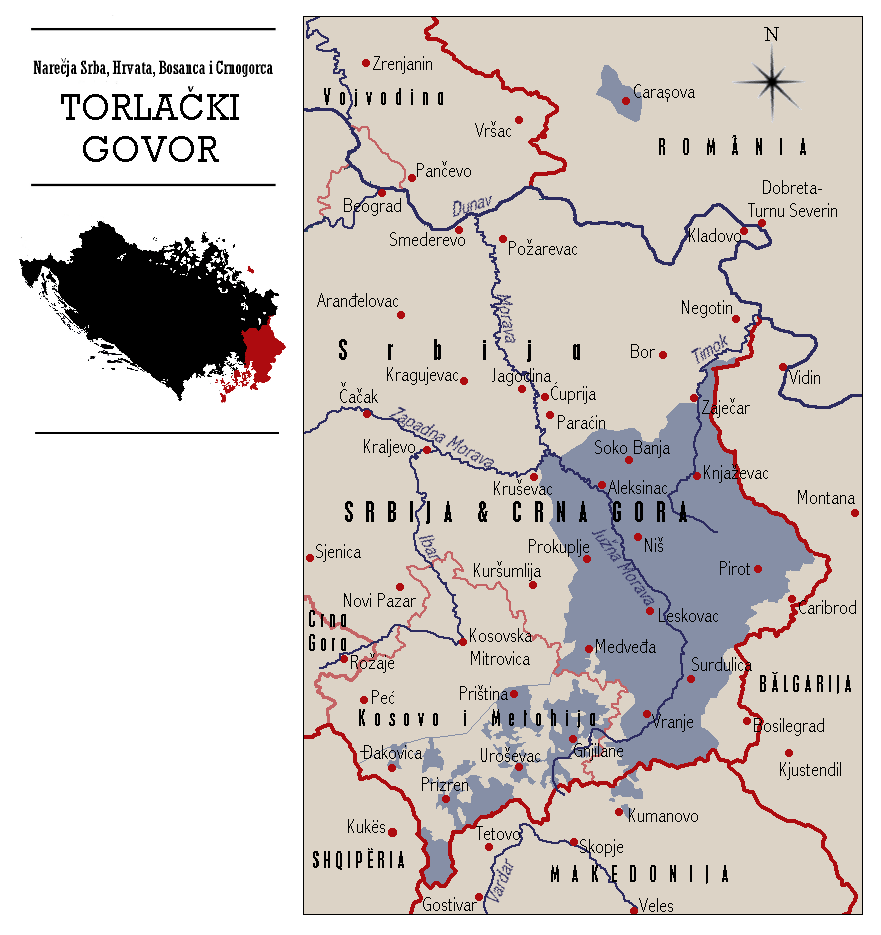
Verbreitung des Torlakischen

In Zentralserbien (uža Srbija) zählen die Täler der Südlichen Morava (Južna Morava) und der Nišava mit den Städten Niš, Vranje, Leskovac, Prokuplje, Pirot und Aleksinac sowie das Ursprungsgebiet des Flusses Timok mit der Stadt Knjaževac und der schmale Streifen zwischen Timok und bulgarischer Grenze zum torlakischen Sprachraum. Dieses Gebiet gehörte bis ins 18. Jahrhundert zum bulgarischen Siedlungsraum. In den Orten Dimitrovgrad und Bosilegrad, die Bulgarien nach dem Ersten Weltkrieg an das Königreich der Serben, Kroaten und Slowenen abtreten musste, wird bis heute Bulgarisch gesprochen.
Im Süden des Kosovo wird Torlakisch von der serbischen und slawisch-muslimischen Bevölkerung (Goranen) im Süden des Kosovo gesprochen. Städtische Zentren hier sind neben Prizren Uroševac und Gnjilane. Zum Teil wird die Grenze zum Kosovo-Resava-Dialekt weiter nördlich gezogen, so dass auch die Städte Đakovica und Priština mit ins Torlakische eingeschlossen werden. Vor der massiven Abwanderung oder Vertreibung der serbischen Bevölkerung aus dem Kosovo infolge „ethnischer Säuberungen“ mit und nach Ende des gegen die NATO geführten Kosovokriegs 1999 lebte eine große Anzahl torlakischsprachiger Serben in und um Prizren, in der Großgemeinde Štrpce, in und südlich von Priština und im östlichen Kosovo im Umland von Gnjilane. Zumindest in den Großgemeinden Štrpce und Novo Brdo, wo die Serben bei der Volkszählung 1991 die absolute Bevölkerungsmehrheit stellten, dürfte das Überleben des Torlakischen in der Provinz auf weitere Sicht gesichert sein. Dasselbe gilt für die Siedlungsgebiete der Goranen südlich von Prizren. Der Dialekt Oravački, in Orahovac Alltagssprache, wird auch von der dortigen albanischen Mehrheitsbevölkerung gesprochen, von vielen als Erstsprache. 
Im rumänischen Teil des Banats bilden die römisch-katholischen Kraschowaner (Kraševani) in den Ortschaften Carașova (kroat. und serb. Karaševo) und Lupac (kroat. und serb. Lupak) eine Sprachinsel des torlakischen Dialektes. Von diesen identifiziert sich nur ein kleinerer Teil mit dem Kroaten- oder Serbentum, die meisten bezeichnen sich einfach als Kraschowaner und sind auch in Rumänien neben den Serben und Kroaten als eigene ethnische Gruppe anerkannt.

## Geschichte
Der torlakische Sprachraum war im 19. Jahrhundert eines der Gebiete, die am längsten beim Osmanischen Reich verblieben. Erst 1878 kam der Sandschak Niš mit den Orten Niš, Pirot, Prokuplje und Leskovac, also der nordöstliche Teil des torlakischen Sprachraums, zum nunmehr vollständig unabhängigen Fürstentum Serbien. Der südwestliche Teil mit den Städten Prizren, Uroševac, Gnjilane und Vranje wurde erst im Jahr 1913 nach den Balkankriegen an Serbien angeschlossen. Bei der Entwicklung der serbischen Standardsprache spielte der torlakische Dialekt keine Rolle.
Im 19. und beginnenden 20. Jahrhundert war die nationale Zugehörigkeit der Sprecher des Torlakischen, befördert auch durch das Fehlen einer klaren Sprachgrenze auf dialektaler Ebene längere Zeit zwischen Serben und Bulgaren umstritten. Ethnografische Karten des 19. Jahrhunderts weisen teilweise auch ganz Südostserbien einschließlich der Stadt Niš als Teil des bulgarisch besiedelten Raums aus. 
Die umstrittene Abgrenzung macht den torlakischen Sprachraum und Vardar-Makedonien zum Zankapfel zwischen Serbien und Bulgarien. Schon im Frieden von San Stefano 1878 beanspruchte Bulgarien neben Makedonien auch das Gebiet um Pirot und den südlichen Teil des Tals der Südlichen Morava. Später versuchte Bulgarien mehrmals erfolglos, Serbien neben Vardar-Makedonien auch Teile des torlakischen Gebiets abzugewinnen. Im Ersten Weltkrieg standen von 1915 bis 1918 bulgarische Truppen in Serbien. 1941 marschierte Bulgarien an der Seite Deutschlands im damaligen Königreich Jugoslawien ein, das in der Folge von den Achsenmächten neu aufgeteilt wird. Die Gebiete um Pirot und Vranje sowie der Südrand des heutigen Kosovo und der größte Teil Mazedoniens wurden von den Achsenmächten Bulgarien zugesprochen. Mit dem Sieg der Alliierten verlor Bulgarien all diese Gebiete wieder an das neue Jugoslawien.
Auch das torlakische Gebiet im Süden des Kosovo war von der massiven Abwanderung oder Vertreibung der serbischen Bevölkerung infolge der „ethnischen Säuberungen“ seit Ende des Kosovokrieges von 1999 betroffen.